# Три весёлые смены
«Три весёлые смены» — советский трёхсерийный телевизионный художественный фильм для детей. Снят на киностудии "Беларусьфильм" в 1977 году по мотивам рассказов Юрия Яковлева о жизни пионерского лагеря «Зубрёнок». Каждая из трёх серий фильма — новелла, посвящённая одной из смен в лагере.
Премьерный показ состоялся с 1, 2 и 9 мая 1978 года по Первой программе ЦТ.

## Сюжет

### «Селюжёнок»
История о любознательном мальчишке, который каждую секунду придумывает такое, что у руководства лагеря не остается другого выбора, как отправить его домой. Серия снята по рассказу Юрия Яковлева «Разбуженный соловьями» (1963).

### «Ошибка Микоши»
История о пионерской игре «Секретный пакет». Участвуют две команды — «синие пилотки» и «голубые пилотки». К игре присоединяется мальчик Микоша, который живёт рядом с лагерем. Серия снята по мотивам рассказа Юрия Яковлева «Непослушный мальчик Икар» (1968).

### «Тайна Фенимора»
История о таинственном Фениморе, который по ночам приходит в палатку к мальчикам третьего отряда и рассказывает удивительные истории об индейцах и инопланетянах. Серия снята по одноимённому рассказу Юрия Яковлева «Тайна Фенимора».

## В ролях
- Юрий Медведев — Владимир Викторович, «Ве-Ве», начальник пионерлагеря
- Елена Папанова — Ира Привалова, пионервожатая
- Виктор Мамаев — Гурий Петрович, старший вожатый
- Сергей Иванов — доктор
- Ольга Лысенко — Татьяна Павловна, воспитательница, ведущая кружок ИЗО
- Жора Белов — Селюжонок
- Дима Богачев — Самсевич
- Наташа Моисеенко — Светка
- Дмитрий Сахно — Дудка
- Андрей Бардиян — Юрка
- Саша Рыков — «Радист»
- Геннадий Овсянников — Чародеев, завхоз
- Настя Никишкина
- Гриша Марченко
- Таня Моргалик
- Дима Левченко
- Денис Пешков
- Дима Михалкевич
- Гера Миттер
- Алина Акола
- Елена Девятникова
- Александр Беспалый — военный лётчик
- Владимир Грицевский
- Юрий Орлов
- Алексей Астахов
- Тамара Муженко
- Александра Зимина — бабушка
- Геннадий Харлан
- Валентин Букин
- Аркадий Маркин — Микоша
- Анжела Белянская — Шура
- Игорь Русецкий — Азаренок
- Валера Канищев — Стёпа (в серии «Ошибка Микоши»)
- Юрий Демич — Павел
- Слава Лях
- Владимир Станкевич
- Сергей Козаков
- Сергей Вебер
- Павел Барановский
- Роман Горащеня
- Дима Александров
- Саша Хохлов
- Стасик Якубовский
- Андрей Чеченов
- Илюша Юдицкий
- Ростислав Шмырёв
- Пётр Юрченков
- Арнольд Помазан
- Олег Царьков — поваренок
- Вика Наполова — Валя Зернова / «Фенимор»
- Алеша Сазонов — Женя Рыжов, «Рыжик»
- Ваня Мулярчик — Гоша
- Саша Козинина — Лида Белова
- Саша Ходыко
- Дима Хвалей
- Стелла Кармазинова
- Катя Ковганова
- Оля Лукьянова
- Наташа Якимович
- Вова Олендер
- Андрей Белов
- Федя Телица
- Игорь Юшкевич
- Саша Герасимович
- О. Лысенко
- Александр Белов
- Андрей Вертель — юнкор

## Съёмочная группа
- Автор сценария: Юрий Яковлев
- Режиссёры:
  - Дмитрий Михлеев
  - Валерий Поздняков
  - Юрий Оксанченко
- Операторы:
  - Александр Бетев
  - Лев Слобин
  - Анатолий Зубрицкий
- Художник: Михаил Карпук
- Композитор: Евгений Глебов
- Текст песен: Михаил Танич
- Звукорежиссёры:
  - Н. Веденеев
  - В. Устименко

## Факты
- В третьей части фильма звучит отрывок из инструментальной пьесы Юрия Саульского «Сталактиты».
- Старая башня из второй части («Ошибка Микоши»), в которой «синие пилотки» заперли разведгруппу «голубых пилоток», является Мирским замком, в настоящее время восстановленным. Друг Микоши Павел работает на вертолёте Ка-26.